# Stazione di Carsoli
Stazione di Carsoli vasútállomás Olaszországban, Carsoli településen.

## Vasútvonalak
Az állomást az alábbi vasútvonalak érintik:
- Róma–Sulmona–Pescara-vasútvonal

## Kapcsolódó állomások
A vasútállomáshoz az alábbi állomások vannak a legközelebb:
- Stazione di Colli di Monte Bove
- Stazione di Oricola-Pereto